# Ґордон Даґлас Ровлі
Ґордон Даґлас Ровлі (англ. Gordon Douglas Rowley; 31 липня 1921, Лондон — 11 серпня 2019, Редінґ) — британський ботанік і письменник, який спеціалізувався на кактусах і сукулентах.

## Особисте життя
Ровлі народився в 1921 році в Лондоні, Велика Британія, в родині Сесіла та Флоренс Ґледіс (уроджена Ґолдсворті) Ровлі. Він навчався в нижчій школі Джона Лайона в Гарров-он-да-Гілл. У 1942 році закінчив бакалаврат з ботаніки в Королівському коледжі Лондонського університету.
Помер 11 серпня 2019 року в Редінґу.

## Кар'єра
З 1948 до 1961 року Ровлі працював у Інституті садівництва Джона Іннеса, який базувався в Мертон-Парку, будучи куратором Національної колекції видів троянд, а згодом і всіх колекцій рослин. З 1961 до 1981 року він був викладачем ботаніки в садівництві в Університеті Редінґа.
Кактуси та сукуленти були серед зацікавлень Ровлі з середини 1940-х років, але відтак вони стали центром його життя. Він багато подорожував, щоб побачити та збирати кактуси та сукуленти в Африці та Південній Америці. Він створив власну колекцію цих рослин, а також бібліотеку всіх ймовірних книг про цю групу. Він був членом-засновником Міжнародної організації з дослідження сукулентних рослин, а з 1952 до 1982 року редагував Repertorium Plantarum Succulentarum товариства, список нових назв сукулентних рослин, який публікується щороку. Ровлі був першим президентом Британського товариства кактусів і сукулентів у 1983 році і продовжував обіймати цю посаду до 2004 року. Він також був редактором журналу товариства Bradleya з 1993 до 2000 року.

## Публікації
Ровлі був автором або співавтором понад 300 публікацій, у тому числі 20 книг, а також популярних і наукових статей. Серед них:
- - Rowley, Gordon (1959) Flowering Succulents.Farnham, Surry.
  - Rowley, Gordon (1968) Cissus and Cyphostemma: A short review of succulent Vitaceae, with check-list of names of species.
  - Rowley, Gordon (1974—1976) (editor) Pierre J. Redoute's Les Roses. Facsimile edition. Four volumes.
  - Rowley, Gordon (1978) Illustrated Encyclopedia of Succulents. A Guide to the Natural History of Cacti and Cactus-like Plants. Salamander Publications, New York. ISBN 0-517-53309-X Also Dutch, French, German, Italian and American editions.
  - Rowley, Gordon (1978) Reunion of the Genus Echinopsis. The Illustrated Encyclopedia of Succulents. New York: Crown Publishing. ISBN 978-0-517-53309-3ISBN.
  - Rowley, Gordon (1980) Name that Succulent. Stanley Thornes Ltd, Cheltenham. ISBN 0-85950-447-6ISBN
  - Rowley, Gordon (1983) Intergeneric hybrids in succulents.
  - Rowley, Gordon (1983) Adenium and Pachypodium Handbook. British Cactus and Succulence Society, Oxford.
  - Rowley, Gordon and John Thomas Bates (1985) The Haworthia Drawings of John Thomas Bates. Succulent Plant Trust, Buckhurst Hill. ISBN 0-9500507-5-XISBN
  - Rowley, Gordon (1987) Caudiciform and Pachycaul succulents: Pachycauls, Bottle-,Barrel-And Elephant-Trees and Their Kin a Collector's Miscellany. Strawberry Press, Mill Valley, California, USA. ISBN 0-912647-03-5ISBN
  - Rowley, Gordon (1992) Succulent Compositae: Senecio & Othonna. Strawberry Press, Mill Valley, California, USA.
  - Rowley, Gordon (1992) Didiereaceae, Cacti of the Old World. Oxford. ISBN 0-902099-20-5ISBN
  - Rowley, Gordon (1995) Anacampseros, Avonia, Grahamia. Oxford.
  - Rowley, Gordon (1997) A History of Succulent Plants. Strawberry Press, Mill Valley, California, USA. ISBN 0912647167ISBN
  - Rowley, Gordon (1999) Pachypodium and Adenium. Southampton. ISBN 0-9528302-7-2ISBN
  - Rowley, Gordon (2003) Crassula, A Grower's Guide. Cactus and Co libre, Venegono, Italy. ISBN 88-900511-1-6ISBN Also Russian and Italian editions.
  - Rowley, Gordon (2006) Teratopia: The World of Cristate and Variegated Succulents. Cactus and Co libre, Tradante, Italy. ISBN 88-95018-08-7ISBN Also Italian edition.
  - Rowley, Gordon (2017) Succulents in cultivation — breeding new cultivars. British Cactus and Succulence Society, Hornchurch, Essex.

## Нагороди та відзнаки

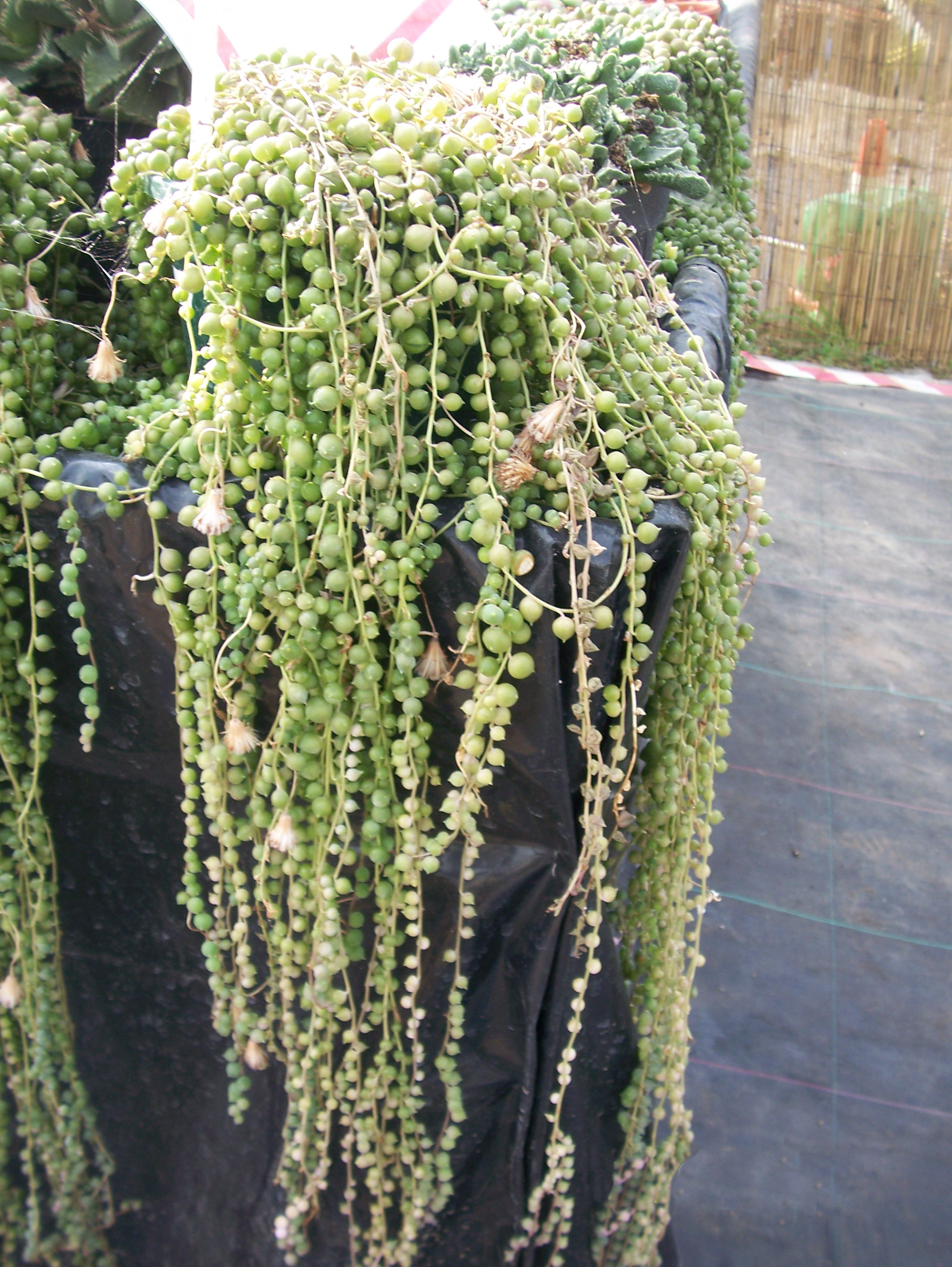
Сукулент Curio rowleyanus

Ровлі отримав довічне членство в Національному товаристві кактусів і сукулентів у 1981 році, вперше ставши його членом у 1956 році. З 1966 до 1976 року Ровлі був президентом Товариства африканських сукулентних рослин. У 1979 році Ровлі був нагороджений Меморіальною медаллю Війча від Королівського садівничого товариства за його роботу з кактусами та сукулентами. Він отримав премію Аллана Даєра від Товариства сукулентів Південної Африки в 2001 році та нагороду Майрона Кімнаха за пожиттєві досягнення від Товариства кактусів і сукулентів Америки в 2013 році.
Серед рослин, названих на його честь:
- Curio rowleyanus (синонім Senecio rowleyanus H.Jacobsen 1968)
- Lobivia rowleyi I.Itô 1957
- Pygmaeocereus rowleyanus Backeb. 1962
- Echinopsis rowleyi H.Friedrich 1974